# خوزه بلمن
خوزه بلمن (انگلیسی: José Belman؛ زادهٔ ۱۶ ژوئن ۱۹۷۱) بازیکن فوتبال اهل اسپانیا است.
از باشگاه‌هایی که در آن بازی کرده‌است می‌توان به باشگاه فوتبال هرکولس، باشگاه فوتبال رئال ساراگوسا، باشگاه ورزشی ناسیونال، باشگاه فوتبال رئال وایادولید، باشگاه فوتبال گیلینگام، باشگاه فوتبال دپورتیوو لاکرونیا، و باشگاه فوتبال مالاگا اشاره کرد.
وی همچنین در تیم‌های ملی فوتبال زیر ۱۷ سال اسپانیا و زیر ۱۸ سال اسپانیا بازی کرده‌است.